# Saint-Chély-d'Apcher
Saint-Chély-d'Apcher è un comune francese di 4 096 abitanti situato nel dipartimento della Lozère nella regione dell'Occitania.

## Storia

### Simboli
Lo stemma comunale riprende il blasone dell'antica famiglia d'Apcher.

## Società

### Evoluzione demografica
Abitanti censiti

## Amministrazione

### Gemellaggi
- Tadcaster, dal 1999